# سامانه اطلاعات جغرافیایی

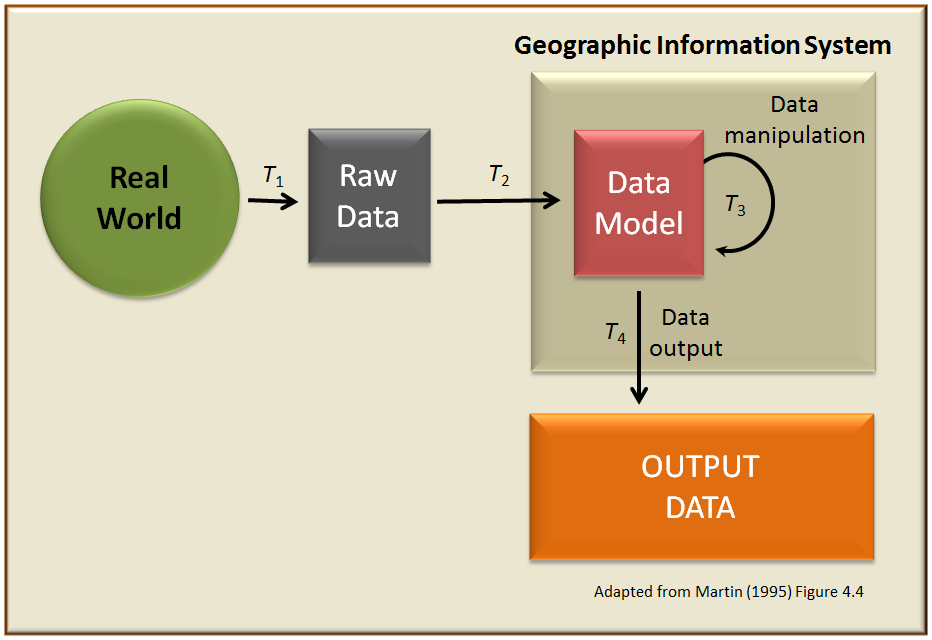
مفهوم اساسی جی‌آی‌اس

سامانه اطلاعات جغرافیایی (ساج) یا جی‌آی‌اس (به انگلیسی: Geographic Information System - GIS) یک سامانه اطلاعاتی «معمولاً رایانه‌ای» است که به تولید، پردازش، تحلیل، و مدیریت اطلاعات جغرافیایی می‌پردازد. به عبارت دیگر "GIS" یک سامانه رایانه‌ای برای مدیریت و واکاوی اطلاعات جغرافیایی بوده که توانایی گردآوری، ذخیره، واکاوی و نمایش اطلاعات جغرافیایی را دارد.
هدف نهایی یک سامانه اطلاعات جغرافیایی، پشتیبانی برای تصمیم‌گیری‌های پایه‌گذاری‌شده بر پایه داده‌های جغرافیایی می‌باشد و عملکرد اساسی آن به‌دست آوردن اطلاعاتی است که از ترکیب لایه‌های متفاوت داده‌ها با روش‌های مختلف و با دیدگاه‌های گوناگون به‌دست می‌آیند. همچنین از نقشه های رقومی شده دستی میتوان برای لایه های gis بهره برد.

## نام
در یک سامانه اطلاعات جغرافیایی:
- واژه جغرافیایی (Geographic) عبارت است از موقعیت موضوع‌های داده‌ها، برحسب مختصات جغرافیایی.
- واژه (Information) یا اطلاعات نشان می‌دهد که داده‌ها در GIS برای ارائه دانسته‌های مفید، نه تنها به صورت نقشه‌ها و تصاویر رنگی بلکه به صورت گرافیک‌های آماری، جداول و پاسخ‌های نمایشی متنوعی به منظور جستجوهای عملی سازماندهی می‌شوند.
- واژه (System) یا سامانه نیز نشان دهنده این است که GIS از چندین قسمت متصل و وابسته به یکدیگر برای کارکردهای گوناگون، ساخته شده‌است.[۱]

## نام های دیگر سامانه اطلاعات جغرافیایی
واژه Geographic در برخی از منابع و مطالب به صورت GeoSpatial نیز به کار برده می شود که در زبان پارسی به جای واژه جغرافیایی آن را به واژه مکانی ترجمه می کنند. همچنین واژه System نیز در برخی از موارد به صورت Science به کار برده می شود. این افراد GIS را فراتر از یک سامانه یا System می دانند و معتقد هستند که GIS یک علم است چرا که به کشف پدیده های اطراف ما کمک می کند. شرکت ESRI شعار خود را The Science of Where قرار داده و معتقد است که ما در GIS با یک علم مواجه هستیم.

## تعریف‌های دیگر جی‌آی‌اس
دقیق‌ترین تعریف مربوط به مؤسسه تحقیقات سیستم‌های محیطی در ردلند کالیفرنیا است که یکی از فروشندگان اصلی این سیستم‌ها در جهان است:
«سامانه‌های اطلاعات جغرافیایی مجموعه‌ای از سخت‌افزار، نرم‌افزار، داده‌های جغرافیایی و منابع انسانی است که به منظور کسب، ذخیره، به‌روزرسانی، به‌کارگیری، تحلیل و نمایش کلیه اشکال اطلاعات مرجع جغرافیایی طراحی می‌شود.»
این سامانه را می‌توان به یک پازل شبیه دانست که با کنار هم قرار دادن اجزای آن معنی و مفهومی پیدا می‌کند. مکان بیمارستان‌ها، پمپ بنزین‌ها، سینماها و… تکه‌های این پازل اند که با کنار هم قرار دادن آن‌ها نقشه‌ای کامل و با معنی از یک منطقهٔ جغرافیایی به‌دست می‌آید. به زبان ساده هر گونه توضیحات مربوط به هر چیزی که در هر مکان متغیر یا ثابت جغرافیایی، در یک سامانه اطلاعاتی یا پایگاهی موجود است را gis یا استفاده از gis گویند. کافی است یک هماهنگی بین طول، عرض و ارتفاع به‌دست آمده از جی.پی. اس و نقشه‌ها و اطلاعات دقیق و کامل سیستم جی.آی. اس به‌وجود آوریم.

## ویژگی‌های سامانه اطلاعات جغرافیایی
- - این سامانه علاوه بر اطلاعات توصیفی، امکان ورود اطلاعات گرافیک پیکسلی یا گرافیک برداری را از منابع مختلفی از قبیل نقشه، تصاویر هوایی و ماهواره‌ای، GPS، تجهیزات نقشه‌برداری و غیره دارد.
  - این سامانه امکان انجام تحلیل، پردازش و پرسش و پاسخ‌های مکانی مورد نیاز کاربر را دارد.
  - این سامانه امکان ارائه نتایج در قالب نقشه، گزارش، جدول و نمودار را دارد.
  - در طراحی و تولید این سامانه‌ها از مجموعه فناوری‌های مهندسی نرم‌افزار، مهندسی اطلاعات (مدل داده) و مهندسی GIS برای نیل به خصوصیات فوق استفاده می‌شود.[۳]

### داده‌های جغرافیایی
مقالهٔ اصلی: داده‌های جغرافیایی
اطلاعات جغرافیایی یا داده‌های جغرافیایی، به واقع، نوعی از داده‌های جغرافیایی و فضایی (spatial) هستند که نقشه‌ها و تصاویر ماهواره‌ای را می‌شود از جمله نمونه‌های نوعی آن‌ها ذکر کرد.
داده‌های جغرافیایی را به دو دستهٔ عمده تقسیم می‌نمایند:

### داده‌های پیکسلی
رستر، شامل مجموعه‌ای از نقاط یا سلول‌ها است که عوارض زمین را در یک شبکه منظم می‌پوشاند و به کمک شماره‌های ردیف و ستون آنها، آدرس‌دهی می‌شوند. کوچکترین عنصر تشکیل‌دهنده رستر، پیکسل یا سلول نامیده می‌شود که ارزش هر یک از آنها، نمایانگر اطلاعات طیفی یا توصیفی عارضه زمینی است. داده‌های حاصل از اسکن کردن و تصاویر ماهواره‌ای دارای ساختار رستری می‌باشند.
نمونه‌ای از داده‌های رستری شامل: تصاویر ماهواره‌ای، عکس‌های هوایی، اطلاعات ارتفاعی سطح زمین و انواع نقشه‌های کارتوگرافی
مقالهٔ اصلی: داده‌های پیک‌سلی

### داده‌های برداری
مقالهٔ اصلی: داده‌های برداری
چنانچه بر روی فضای دو بعدی کار می‌کنیم، داده‌های برداری از ترکیب اشکال پایه هندسی نظیر نقطه‌ها، پاره‌خط‌ها، مثلث‌ها، و سایر چندضلعی‌ها، شکل می‌گیرد. برای فضاهای سه بعدی همین کار به وسیله استوانه‌ها، کرات، مکعب‌گونه‌ها (cuboids)، و سایر اجسام چندوجهی صورت می‌پذیرد.
در مدل برداری، اشیاء یا عوارض در جهان واقعی به وسیله عناصر هندسی نمایش داده می‌شوند. بدین معنا که موقعیت هر شیء یا پدیده به وسیله مختصات آن و توسط نقاط (چاه، نقاط شهری و روستایی)، خطوط (جاده، رودخانه، خطوط ریلی) و سطوح (دریاچه، منطقه بندی) مشخص می‌شود. در این مدل، موقعیت هر نقطه به‌طور دقیق با یک جفت مختصات در یک سیستم مختصات معین ارائه می‌شود.

### کاربردهای مهم
از سامانه‌های اطلاعات جغرافیایی در مطالعات محیطی، برنامه‌ریزی شهری و شهرداری، خدمات ایمنی شهری، مدیریت حمل و نقل و ترافیک شهری، تهیه نقشه‌های پایه، مدیریت کاربری اراضی، خدمات بانکی، خدمات پستی، مطالعات جمعیتی و مدیریت تأسیسات شهری مثل برق، آب، گاز و کاربردهای مشابه استفاده می‌شود.
کمتر بانک اطلاعاتی را می‌توان نام برد که حداقل بخشی از اطلاعات آن به گونه‌ای به مکان وابسته نباشد. فهرست زیر شامل تعدادی از شناخته شده‌ترین کاربردهای جی آی اس در دیگر زمینه‌های صنعت است.
نقشه‌برداری
کاربرد پایه این استانداردها و ابزارها در نقشه‌برداری، تهیه نقشه‌های شهری و برون‌شهری بوده‌است.
علوم زمین
یکی از مهم‌ترین مسائل کاربردی سامانه اطلاعات جغرافیایی در علوم زمین، انجام هم‌پوشانی‌ها در راستای تعیین پهنه‌بندی‌ها است که به اختصار به یکی از این نوع پهنه‌بندی‌ها پرداخته می‌شود:
هدف در این پهنه‌بندی، تعیین مناطق با خطر رانش زمین می‌باشد. برای رسیدن به این هدف، ابتدا باید عوامل مؤثر در رانش را شناسایی کرد، از جمله این عوامل می‌توان به تراکم پوشش گیاهی، جنس زمین، شیب توپوگرافی، شیب لایه‌های زمین و شدت بارندگی اشاره کرد.
پس از شناسایی عوامل، باید نقشه‌های مورد نیاز تهیه گرددو سپس با همپوشانی این لایه‌ها در نرم‌افزارهای سامانه اطلاعات جغرافیایی (ساج) می‌توان به نقشه‌ای رسید که در آن منطقه مورد مطالعه خود به پهنه‌های ریز تقسیم شده و از طرفی در بانک اطلاعاتی مشخصات هر پهنه یعنی اجداد سازنده آن پهنه از نظر عوامل مختلف مشخص می‌باشد. حال باید در بانک اطلاعاتی به هر عامل وزن مربوط را داده و سپس در بانک اطلاعاتی با جمع و ضرب کردن عوامل به اعداد نهایی رسید. در مرحله بعد باید تعیین نمود که چه عددی نشان دهنده پهنه‌های پرخطر می‌باشد. پس از کلاسه‌بندی نقشه، اینک وظیفه تیم زمین‌شناس است که با بازدید میدانی به بررسی مناطق پرداخته و در صورت لزوم با اصلاح وزن‌ها و ضرایب به نقشه نهایی دست یابند.
صنعت برق
در صنعت برق از سامانه‌های اطلاعات جغرافیایی برای تهیه پایگاه اطلاعات مکانی و توصیفی استفاده می‌شود. با استفاده از آن می‌توان فاصلهٔ عوارض مختلف را از یکدیگر اندازه‌گیری کرد و با ایجاد پرسمان (Query) در لایه‌های مختلف اطلاعات یا بین چند لایه با استفاده از توابع منطقی به اطلاعات مورد نظر دست یافت. تهیهٔ نقشه‌های محدودیت برای عوارض مختلفی همچون پست‌ها، نیروگاه‌ها و…، امکان ترسیم مناطق حائل و حریم عوارض مطابق استانداردها، مسیریابی بهینهٔ خطوط انتقال، مکان‌یابی محل مناسب برای احداث تأسیسات جدید مانند پست‌ها و نیروگاه‌ها، مدیریت اتفاقات شبکهٔ انتقال نیرو، مدیریت بحران و ریسک شبکه، برآورد بار، مشاهدهٔ پراکنش جغرافیایی بار، انجام ارزیابی‌های محیطی پیرامون نیروگاه‌ها، بررسی روند تغییرات کاربری اراضی و پیش‌بینی تغییرات و ارزیابی امکانات و محدودیت‌های توسعهٔ واحدها و ظرفیت نیروگاه‌ها در آینده، از کاربردهای این سامانه‌ها در صنعت برق است.
از دیگر زمینه‌های کاربرد سامانه‌های اطلاعات جغرافیایی می‌توان به موارد زیر اشاره کرد:
- جغرافیا
- نقشه‌کشی و نقشه‌برداری
- مهندسی معدن مسائل اکتشاف معادن، تهیه نقشه و مدل از ذخایر معدنی و محاسبات آن و…
- منابع طبیعی
- سنجش از دور
- هواشناسی
- محیط زیست
- مخابرات
- شهرسازی
- کشاورزی دقیق
- زمین‌شناسی

### استانداردهای مطرح در زمینه "GIS
زمینه‌های گوناگونی در این رشته وجود دارد که عملیات مکانی - نمایش و تحلیل نقشه‌ها و WEB GIS و بخش ردیابی و مسیریابی از زمینه‌های فعالیت در این بخش می‌باشد.

### سازمان‌های پیشرو در سطح جهانی
- - او جی سی کنسرسیوم جی آی اس باز.
  - ISO سازمان جهانی استانداردها.
  - USGS سازمان زمین‌شناسی ایالات متحده آمریکا

### فناوری‌های مرتبط
- - سامانه موقعیت‌یاب جهانی
  - سنجش از دور
  - وب جی آی اس
  - موبایل جی آی اس
  - ناوبری

### ابزارهای مطرح GIS
نرم‌افزارهای معروف:
در زیر لیست نرم‌افزارهای سامانه اطلاعات جغرافیایی است.
فهرست برخی از معروف‌ترین نرم‌افزارهای مطرح در زمینه جی آی اس از این قرار است:
- - ArcView
  - آرک جی‌آی‌اس
  - ایلویس
  - CARIS
  - GRASS
  - IDRISI
  - LANDSERF
  - ساگا (ابهام‌زدایی)
  - SAMT
  - کیوجی‌آی‌اس

قویترین پایگاه داده‌ای که استفاده می‌شود postgis است که بر روی پایگاه دادهٔ postgresql نصب می‌شود و امکانات بسیار زیادی در اختیار شما قرار می‌دهد.
ابزارهای توسعه محیط‌های جی‌آی‌اس:
- - ArcObjects
  - MapObjects
  - Avenue
  - MapGuide

ابزارهای معروف ارائه خدمات جی‌آی‌اس روی وب:
- - ArcIMS
  - MO IMS
  - MapGuide

### تاریخچه
برای اولین بار در اواسط دهه ۱۹۶۰ در آمریکا کار بر روی اولین سامانه اطلاعات جغرافیایی آغاز شد. در این سامانه از عکس‌های هوایی، اطلاعات کشاورزی، جنگلداری، خاک، زمین‌شناسی و نقشه‌های مربوط استفاده شد.
اولین جی‌آی‌اس در سطح ملی، جی‌آی‌اس ملی کشور کانادا‌ست که در اواخر دههٔ ۱۹۶۰ به وجود آمد و تاکنون مورد استفاده‌است.

### جی‌آی‌اس در ایران
در ایران، اولین نهادی که به‌طور رسمی استفاده از جی‌آی‌اس را آغاز کرد، سازمان نقشه‌برداری کشور بود که در سال ۱۳۶۹ براساس مصوبه مجلس شورای اسلامی، عهده‌دار طرح به‌کارگیری این سامانه شد.
«شورای ملی کاربران سامانه‌های اطلاعات جغرافیایی» در دی ماه ۱۳۷۲ تأسیس گردیده‌است و هدف آن سیاست‌گذاری، برنامه‌ریزی و هماهنگ‌سازی فعالیت‌ها در زمینه جی‌آی‌اس، تحلیل نیازمندی‌ها و همچنین بهره‌برداری از ظرفیت‌های علمی، فنی و نیروی انسانی برای ایجاد و به‌کارگیری جی‌آی‌اس با توجه به وظایف سازمان نقشه‌برداری کشور در خصوص ایجاد سامانه‌های اطلاعات جغرافیایی ملی است.
پروژه ایجاد سامانه اطلاعات جغرافیایی در وزارت صنایع و معادن، از فروردین ۱۳۷۱ آغاز گردید و از این سامانه به‌طور گسترده در ارتباط با فعالیت‌های آن استفاده می‌گردد.
شهرداری تهران، وزارت مسکن و شهرسازی، وزارت جهاد کشاورزی، مؤسسه بین‌المللی زلزله‌شناسی و مهندسی زلزله، و سازمان جنگل‌ها و مراتع نیز از این سامانه استفاده می‌کنند.
"GIS" فقط یک نرم‌افزار نیست بلکه علمی است که توسط نرم‌افزارهای مختلف باعث طبقه‌بندی و جانمایی اطلاعات جغرافیایی و شهرسازی می‌شود. این علم به تازگی در علوم شهری نیز جایگاه خود را پیدا کرده‌است و مورد استفاده متخصصان علوم شهری و شهرسازان قرار می‌گیرد. همچنین استفاده از "GIS" در طرح‌های توسعه شهری توسط کارفرمایان در دستور کار آن‌ها قرار گرفته‌است و انجمن شهرسازی ایران Urbanity برای نخستین بار استفاده از "GIS" در طرح‌های توسعه شهری را در دستور کار خود قرار داده و بدین منظور آموزش‌های لازم را به متخصصان شهرساز ارائه می‌دهد.